# Іванов Олександр Олександрович (астроном)
Олекса́ндр Олекса́ндрович Івано́в (рос. Александр Александрович Иванов; * 16 квітня 1867, Санкт-Петербург — † 23  листопада 1939) — російський і радянський астроном, член-кореспондент АН СРСР (1925).

## Життєпис
У 1889 закінчив Петербурзький університет і був залишений при ньому для підготовки до професорського звання. У 1890-1901 працював у Пулковській обсерваторії спостерігачем на великому вертикальному колі, в 1901-1911 — у Головній палаті мір і ваг. У 1908-1929 — професор Петербурзького (Ленінградського) університету, в 1913-1919 — також директор обсерваторії університету, де налагодив регулярне видання її праць. У 1918-1919 — ректор Петроградського університету. У 1919-1930 — директор Пулковської обсерваторії. В Пулково при ньому була створена Служба часу, яка аж до 1941 була головною в СРСР. З 1930 кілька років був заступником директора Всесоюзного науково-дослідного інституту метрології ім. Д.І.Менделєєва. 
Основні наукові роботи відносяться до небесної механіки та практичної астрономії. За спостереженнями на великому вертикальному колі в Пулково склав три каталоги абсолютних відмін зірок, досліджував змінність широти Пулкова. Запропонував оригінальний метод визначення широти за спостереженнями околозенітних зірок у першій вертикалі. Вивчив резонансні випадки руху малих планет, коли елементи їхніх орбіт отримують великі збурення з боку Юпітера. Займався дослідженням руху малої планети Герди (за спостереженнями з 1872 по 1934). Детально досліджував роль тяжіння Місяцем і Сонцем не цілком кулястої Землі, що є причиною прецесії, отримав величину стиснення Землі, що дорівнює 1:297,2, дав формули для обчислення прецесії. На підставі аналізу визначень сили тяжіння в багатьох пунктах земної поверхні прийшов до висновку про несиметричність Північної і Південної півкуль Землі. Багато зробив для вдосконалення радянської служби часу.
Автор підручників із загальної, сферичної, практичної та теоретичної астрономії, які неодноразово перевидавалися. 
Один із засновників Російського астрономічного товариства (1890) і його голова у 1906-1910, 1913.